# Kabinett Kallio III
Das Kabinett Kallio III war das 17. Kabinett in der Geschichte Finnlands. Es amtierte vom 16. August 1929 bis zum 4. Juli 1930. Das Kabinett bestand  
aus Ministern des Landbunds (ML) sowie Parteilosen.

## Minister
| Ressort                                   | Name               | Partei     | Amtszeitbeginn  | Amtszeitende    |
| ----------------------------------------- | ------------------ | ---------- | --------------- | --------------- |
| Ministerpräsident                         | Kyösti Kallio      | ML         | 16. August 1929 | 4. Juli 1930    |
| Äußeres                                   | Hjalmar Procopé    | unabhängig | 16. August 1929 | 4. Juli 1930    |
| Justiz                                    | Elieser Kaila      | ML         | 16. August 1929 | 4. Juli 1930    |
| Inneres                                   | Arvo Linturi       | unabhängig | 16. August 1929 | 4. Juli 1930    |
| Verteidigung                              | Juho Niukkanen     | ML         | 16. August 1929 | 4. Juli 1930    |
| Finanzen                                  | Tyko Reinikka      | ML         | 16. August 1929 | 4. Juli 1930    |
| Bildung                                   | Antti Kukkonen     | ML         | 16. August 1929 | 4. Juli 1930    |
| Landwirtschaft                            | Kaarle Ellilä      | ML         | 16. August 1929 | 4. Juli 1930    |
| stellvertretender Landwirtschaftsminister | Antti Junes        | ML         | 16. August 1929 | 4. Juli 1930    |
| Verkehr und öffentliche Arbeiten          | Jalo Lahdensuo     | ML         | 16. August 1929 | 4. Juli 1930    |
| Handel und Industrie                      | Pekka Heikkinen    | ML         | 16. August 1929 | 4. Juli 1930    |
| Soziales                                  | Herman Paavilainen | unabhängig | 27. August 1929 | 4. Juli 1930    |
| stellvertretender Sozialminister          | Juhani Leppälä     | ML         | 27. August 1929 | 4. Juli 1930    |
| Minister ohne Portfolio                   | Juhani Leppälä     | ML         | 16. August 1929 | 27. August 1929 |